# Friedhof Mahlsdorf

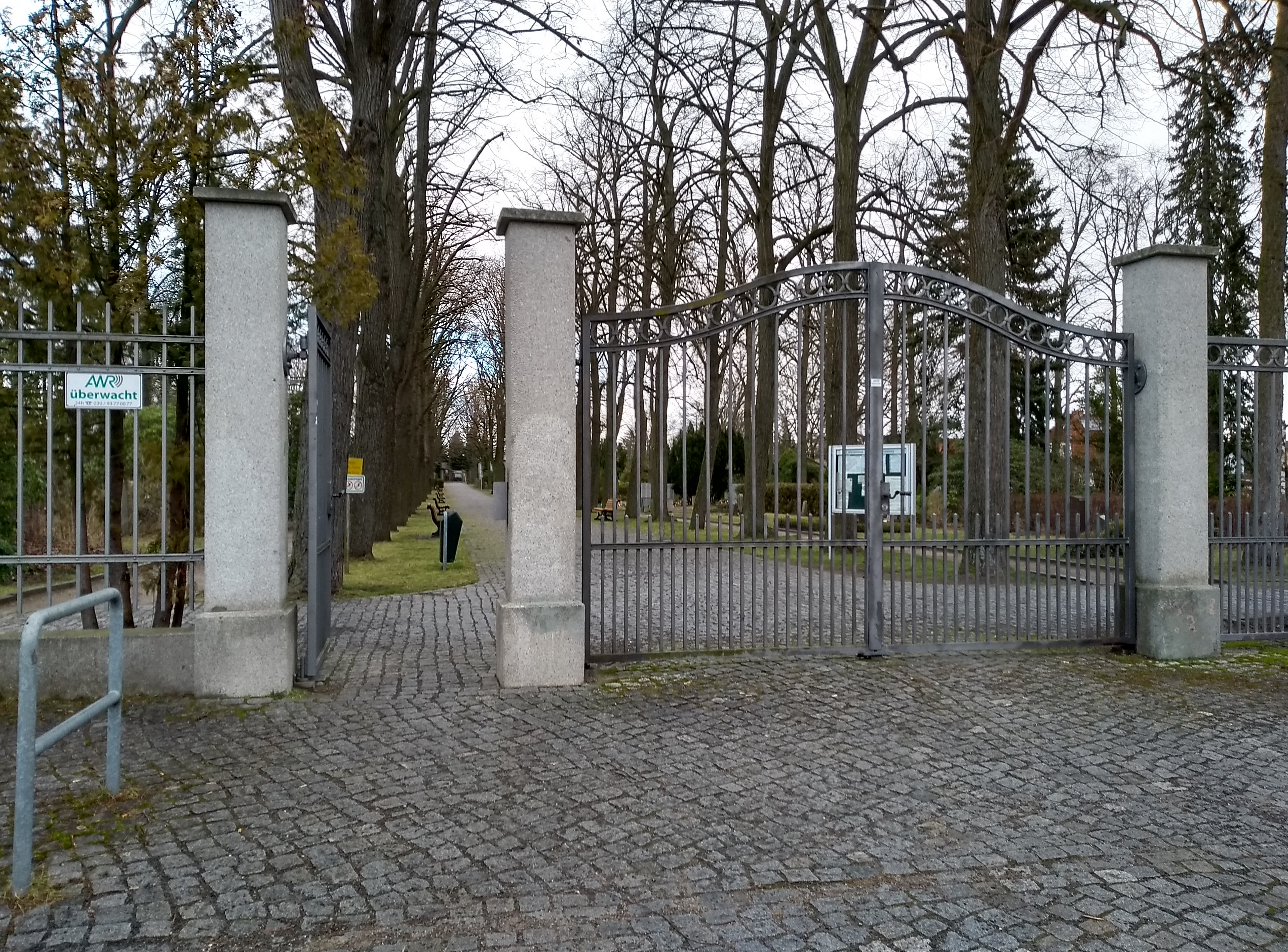
Haupteingang

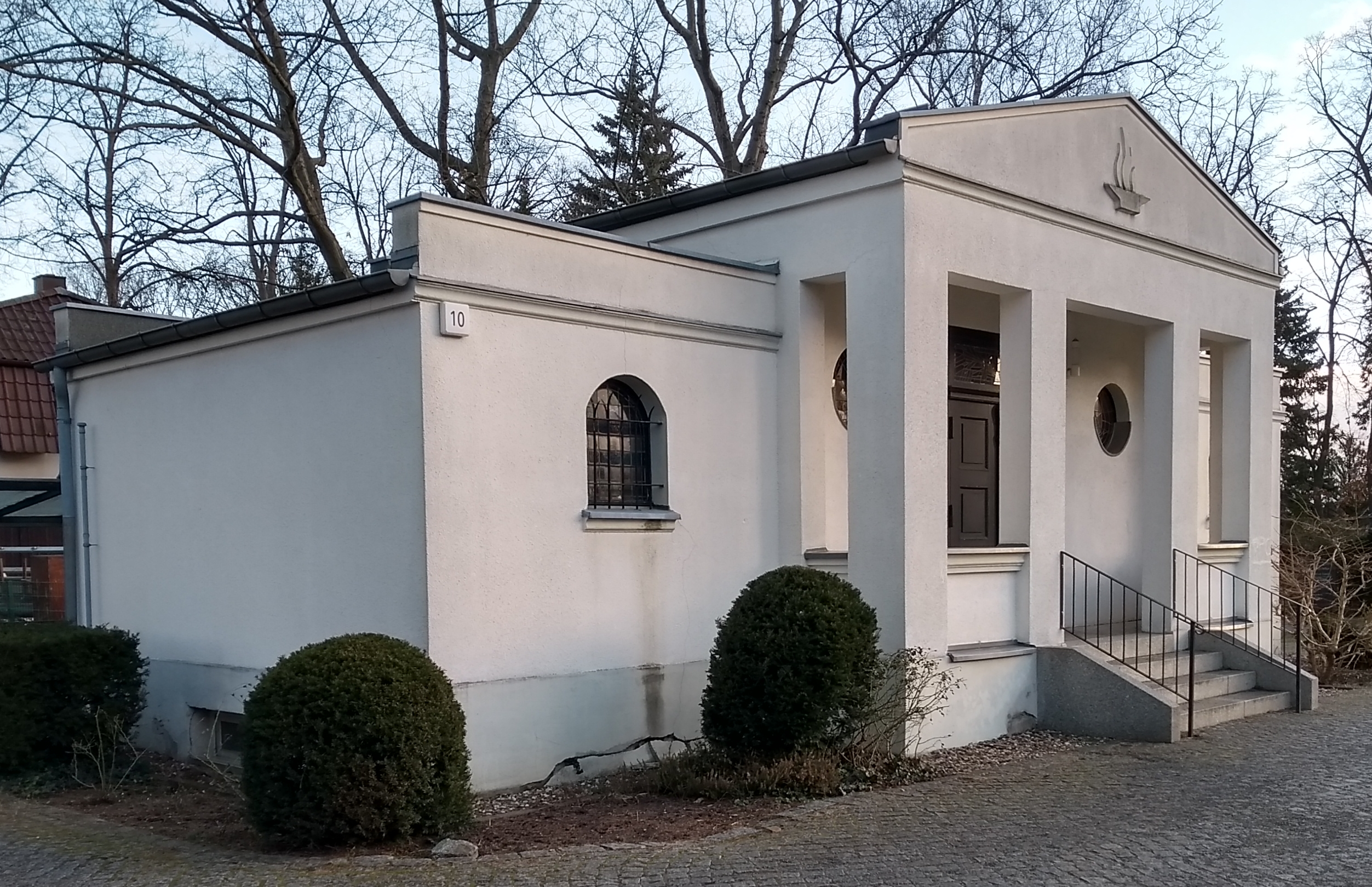
Kapelle

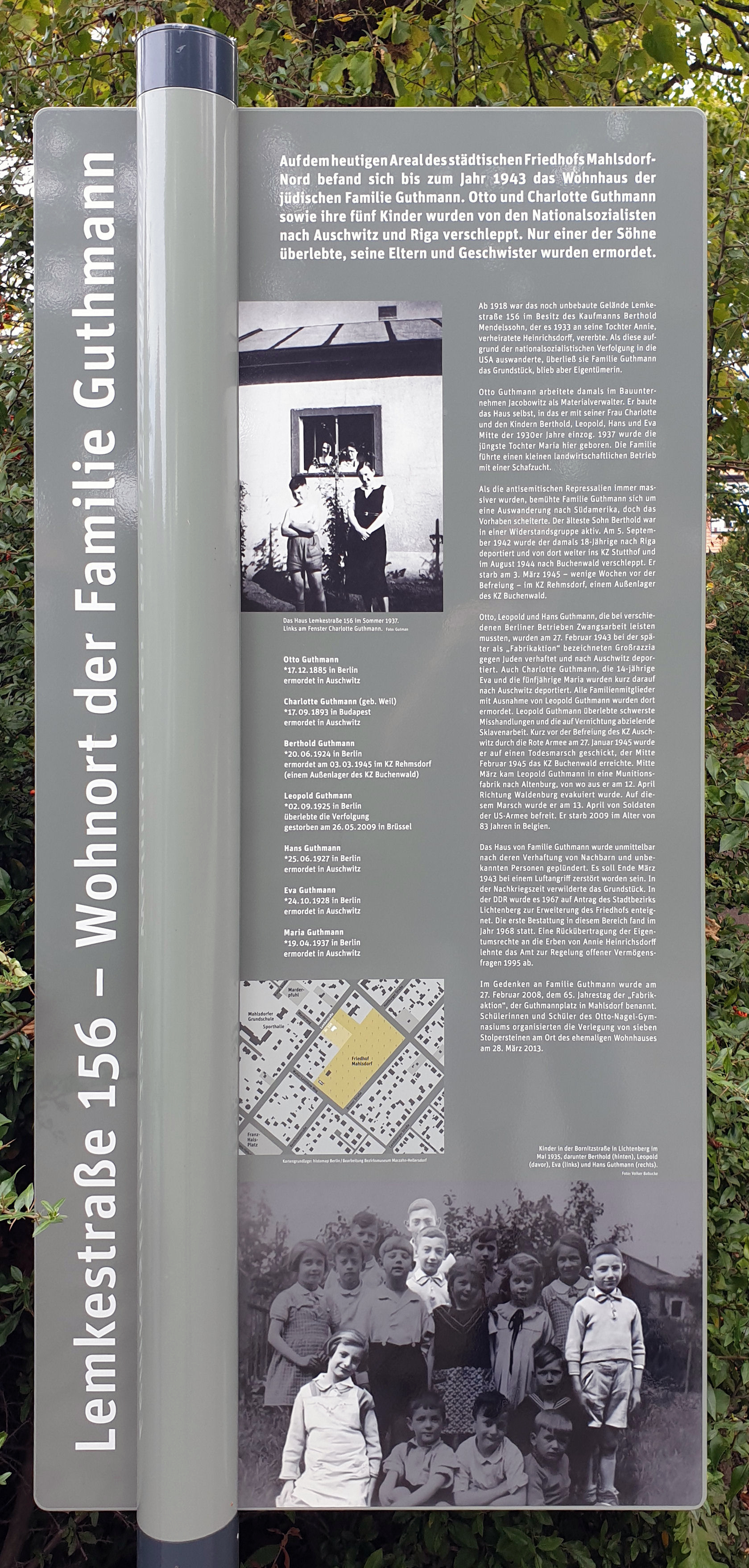
Erinnerungstafel Familie Guthmann

Der Friedhof Mahlsdorf ist ein städtischer Friedhof am Walter-Leistikow-Weg 10–13 im Ortsteil Mahlsdorf des Bezirks Marzahn-Hellersdorf von Berlin.

## Lage
Das Friedhofsgelände wird im Norden von der Kieler Straße, im Osten von der Bremer Straße, im Süden vom Walter-Leistikow-Weg und im Westen von der Lemkestraße begrenzt.

## Geschichte und Beschreibung
Der Friedhof wurde im Jahr 1919 eröffnet. Er wurde 1967 in westlicher Richtung zur Lemkestraße hin erweitert, wobei das Grundstück der jüdischen Familie Guthmann in Anspruch genommen wurde, die dort bis zu ihrer Deportation im Jahr 1943 gewohnt hatte. Am Friedhofseingang Lemkestraße 156 befindet sich seit 2018 eine Erinnerungstafel für die Familie.
Der Alleequartierfriedhof umfasst eine Fläche von 28.951 m². Er wird vom Bezirksamt Marzahn-Hellersdorf verwaltet.
Durch den parkähnlich angelegten Friedhof führt eine Lindenallee. Auf dem Friedhof befinden sich ein Sammelgrab und 82 Einzelgräber der Opfer von Krieg und Gewaltherrschaft.

## Bestattete Persönlichkeiten
- Kurt Schwaen (1909–2007), Komponist
- Albert Stief (1920–1998), Politiker (SED)